# Fun at a Children's Party
Fun at a Children's Party est un film muet américain en noir et blanc sorti en 1901.

## Fiche technique
- Titre : Fun at a Children's Party
- Producteur : Siegmund Lubin
- Format : Noir et blanc — 35 mm — 1,33:1 — Son : Muet
- Genre : comédie
- Date de sortie :
  - États-Unis : 29 juin 1901